# Хасуэлл, Перси
Перси Хасуэлл (англ. Percy Haswell; 30 апреля 1871—14 июня 1945) — американская актриса театра и кино.

## Биография
Родилась в Остине, в штате Техас, в семье политического деятеля и бизнесмена, Джорджа Тайлера Хасуэлла и Кэролайн Далтон. Получила образование в Вашингтоне. Дебютировала на сцене в раннем возрасте, в марте 1885 года. Она выступала в театре Lafayette Square в Вашингтоне и в театре имени Августина Дейли в Нью-Йорке. Её работа на сцене включает в себя выступления на подмостках Балтимора, Бостона, Буффало, Торонто, а также во многих других местах. В частности, она выступала в Бродвее в 1898 и 1932 годах.
2 июня 1895 года она вышла замуж за актёра Джорджа Фосетта в Бриджпорте, штат Коннектикут. В 1901 году она сформировала «репертуарный театр Перси Хасуэлл», который являлся составляющей частью «репертуарного театра Джорджа Фосетта». В 1925 году она поставила в Бродвее пьесу «Комплекс». Также она снялась в двух немых фильмах в 1919 и в 1929 годах.
Скончалась в Нантакете, в штате Массачусетсе, воспитывая к тому моменту в одиночку свою дочь.
Журналист Фултон Орслер, описывая своё влечение к ней, писал следующее: «У неё выразительные белые волосы, голубые глаза, нежный голос. Она выросла в Остине, Техасе, но мне казалось, что она из совершенно другого мира. Она была моей первой Розалиндой, и Джульеттой и Офелией и ещё десятком других героинь, неприкосновенных и мирских».